# 寛政地震
寛政地震（かんせいじしん）は、江戸時代中期の寛政5年1月7日（1793年2月17日）に仙台沖で発生した大地震である。
1978年に発生した宮城県沖地震とその海溝側（三陸沖南部海溝寄り）との連動型地震と考えられている。宮城県沖地震と考えられているものとしては、記録のある既往地震のなかで最大規模である（東北地方太平洋沖地震、貞観地震のような広範囲で複数の固有地震震源域に跨るものは除く）。

## 地震の記録

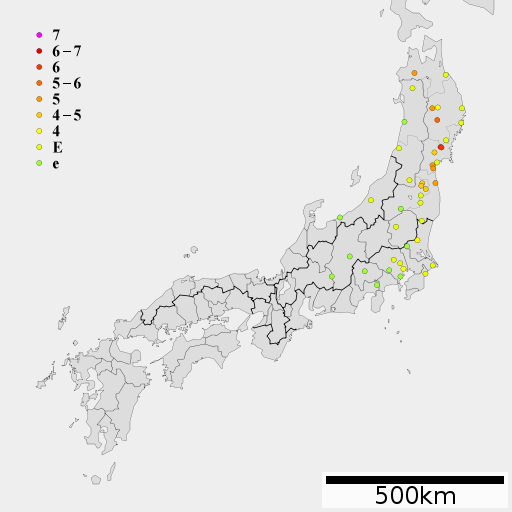
寛政地震（1793年）の震度分布

寛政五年正月七日午刻（昼九ツ時過）（1793年2月17日正午過頃）牡鹿半島沖に大地震が発生した。
『古廟山主将記録』には、大津波が発生し須賀浦にて家17軒が流れ12-13人が流死したとある。『東藩史稿』には仙台藩領内で圧死12人、馬13頭、潰家1060余とある。
全体で潰家および流失家1730軒余、船の流失・破損33、死者44人以上とされ、相馬では余震が10ヶ月以上続いた記録がある。
この地震に関する古記録は1904年刊行の『大日本地震史料』では『武江年表』の「寛政五年正月、関東地震」1件しか収録されていなかった が、その後、次第に多くの史料が集積されるようになり、震度分布などこの地震の全体像が明らかになりつつある。
| 地域                                                      | 推定震度 |
| --------------------------------------------------------- | --- |
| 陸奥                                                      | 弘前(5), 八戸(E), 雫石(5), 盛岡(4), 花巻(5-6), 宮古(E), 釜石(E), 藤沢(E), 北方早稲田(6), 登米(6), 古川(4-5), 塩釜(E), 仙台(5), 名取(5), 福島(4-5), 相馬(5), 田島(e), 矢祭(E) |
| 羽後                                                      | 鷹巣(E), 本荘(e) |
| 羽前                                                      | 鶴岡(E), 羽黒(4-5), 新庄(4) |
| 東山道                                                    | 日光(E), 諏訪(e), |
| 東海道                                                    | 笠間(4), 関城(e), 九十九里(E), 川越(S), 蕨(E), 江戸(E), 八王子(e), 生麦(e), 甲府(e), 御殿場(e)                                                                               |
| 北陸道                                                    | 長岡(E), 糸魚川(e) |
| S: 強地震(≧4), E: 大地震(≧4), M: 中地震(2-3), e: 地震(≦3) | |

## 津波
東北地方太平洋側に津波が襲来し八戸から九十九里浜まで津波襲来の記録がある。津波は田ノ浜（現・山田町）で高さ3-4m、両石（現・釜石市）で4-5mと推定され、今村・飯田の津波規模では m = 2.5 と推定されている。
また都司嘉宣・上田和枝(1995)は両石における津波遡上高を9mと推定している。
相田勇(1977)は津波の数値実験から断層モデルを仮定し、140 km×50kmの逆断層で地震モーメントは6.3-9.6×1020 N・m (Mw7.8-7.9)、M7.5程度と推定している。

## 震源域
河角廣(1951)は牡鹿半島沖（北緯38.3°、東経142.4°）を震央と考えマグニチュード M = 7.1を与えていた が、羽鳥徳太郎(1976,1987)は、今村明恒(1899)の推定した1897年2月20日の地震の震度分布 に類似しているとして、波源域が1897年の地震とほぼ同じか北よりであるとし、200 km×80kmの波源域、規模はM7.8と推定した。
宇佐美龍夫(2003)は、津波が相馬、いわきで引き波で始まったことから1896年の明治三陸地震にも似ていることを考慮して震央（北緯38.5°、東経144.5°）をより沖に定め、規模もM8.0-8.4と推定した。1897年の地震との類似を考慮すればM7.9程度になると推定している。
行谷佑一(2003)は震度分布が1978年宮城県沖地震に類似している事実、また津波襲来状況から1978年宮城県沖地震に加えて、さらに沖の海溝側を震源域とする1981年1月19日に発生した宮城県沖地震の震源域も含めたM8.0-8.2程度の連動型の巨大地震であると推定している。
2003年に改訂された地震調査研究推進本部による「宮城県沖地震の長期評価」では本地震は宮城県沖地震と日本海溝寄りの震源域が連動したM8.2程度の地震と位置付けられた。2011年11月に改訂された地震調査研究推進本部による「三陸沖から房総沖にかけての地震活動の長期評価」では本地震を1897年の地震と共に繰り返し発生する「三陸沖南部海溝寄りのプレート間地震」と位置付け、M7.9程度、平均再来間隔を109年程度と評価した。